# كزافييه بيكار
كزافييه بيكار (بالفرنسية: Xavier Picard)‏ هو رسام رسوم متحركة فرنسي، ولد في 12 يناير 1962 في رانس في فرنسا.

## وصلات خارجية
- كزافييه بيكار على موقع IMDb (الإنجليزية)
- كزافييه بيكار على موقع ألو سيني (الفرنسية)
- كزافييه بيكار على موقع قاعدة بيانات الفيلم (الإنجليزية)